# Тайлан, Нурджан
Нурджан Тайлан (тур. Nurcan Taylan; род. 29 октября 1983, Анкара, Турция) — турецкая тяжелоатлетка, чемпионка мира и Олимпийских игр в наилегчайшей весовой категории (до 48 кг). Выпускница Университета Гази.

## Биография
В 2002 и 2003 гг. становилась чемпионкой Европы среди юниоров, в 2004 г. в Киеве выиграла чемпионат Европы среди взрослых (весовая категория до 53 кг). В том же году в составе команды Турции на Олимпиаде в Афинах выиграла золотую медаль в категории до 48 кг с мировыми рекордами в рывке (97,5 кг) и в сумме двоеборья (210 кг, повторение собственного результата).
После того как Нурджан Тайлан выступила в защиту главного тренера национальной сборной Мехмета Юстюндага, обвинённого другими турецкими тяжелоатлетками в побоях, сексуальных домогательствах и принуждении их к приёму допинга, Федерация тяжёлой атлетики Турции на два года отстранила Тайлан от выступлений.
После возобновления своей спортивной карьеры Нурджан Тайлан демонстрировала нестабильные результаты. Так на чемпионате мира 2007 года она не смогла поднять заявленный вес в толчке, а на Олимпийских играх в Пекине не сделала ни одной успешной попытки в рывке. При этом в 2008—2011 годах она четырежды становилась чемпионкой Европы, а в 2010 году выиграла чемпионат мира в Анталье. Осенью 2011 года во время внесоревновательной проверки Нурджан Тайлан была уличена в применении допинга и дисквалифицирована Международной федерацией тяжёлой атлетики на 4 года.